# Aaron White
Pour les articles homonymes, voir White.
Aaron White, né le 10 octobre 1992 à Strongsville, Ohio, est un joueur américain de basket-ball. Il évolue au poste d'ailier fort.

## Carrière professionnelle
Le 25 juin 2015, il est sélectionné à la 49e position de la draft 2015 de la NBA par les Wizards de Washington.
Le 28 juillet 2015, il signe son premier contrat professionnel en Allemagne au Telekom Baskets Bonn.
En juin 2017, White s'engage pour un an (avec une année supplémentaire en option) avec le Žalgiris Kaunas.
En juillet 2019, White rejoint l'Olimpia Milan avec lequel il signe un contrat de deux ans.
Peu utilisé à l'Olimpia Milan, le contrat qui le lie avec le club est annulé en janvier 2020 et White rejoint le CB Gran Canaria jusqu'à la fin de la saison,.
En août 2020, White s'engage pour une saison avec le Panathinaïkos.
En juin 2021, il signe un contrat sur deux saisons avec l'Étoile rouge de Belgrade.

## Statistiques

### Universitaires
Les statistiques en matchs universitaires d'Aaron White sont les suivants :
| Année     | Équipe | Matches | Titul. | Min./m. | %tir | %3pts | %l-f | rbds/m. | pass/m. | int/m. | ctr/m. | pts/m. |
| --------- | ------ | ------- | ------ | ------- | ---- | ----- | ---- | ------- | ------- | ------ | ------ | ------ |
| 2011-2012 | Iowa   | 35      | 14     | 23,8    | 50,9 | 27,9  | 69,9 | 5,69    | 0,89    | 0,89   | 0,66   | 11,17  |
| 2012-2013 | Iowa   | 38      | 38     | 29,2    | 46,8 | 22,7  | 74,8 | 6,16    | 1,34    | 1,08   | 0,71   | 12,84  |
| 2013-2014 | Iowa   | 33      | 33     | 28,1    | 58,4 | 25,8  | 80,7 | 6,70    | 1,82    | 0,97   | 0,58   | 12,85  |
| 2014-2015 | Iowa   | 34      | 34     | 31,5    | 52,1 | 35,6  | 81,9 | 7,29    | 1,41    | 1,32   | 0,47   | 16,41  |
| Total     |        | 140     | 119    | 28,1    | 51,8 | 28,1  | 77,2 | 6,44    | 1,36    | 1,06   | 0,61   | 13,29  |

## Palmarès
- Vainqueur de la coupe de Serbie 2022
- Champion de Grèce 2021
- Vainqueur de la Coupe de Grèce 2021
- Champion de Lituanie 2018, 2019
- First-team All-Big Ten (2015)
- Third-team All-Big Ten (Media) (2013)
- Big Ten All-Freshman team (2012)